# Erica laevigata
Erica laevigata là một loài thực vật có hoa trong họ Thạch nam. Loài này được Bartl. mô tả khoa học đầu tiên năm 1832.